# Reflet de société
 (avril 2018).
Si vous disposez d'ouvrages ou d'articles de référence ou si vous connaissez des sites web de qualité traitant du thème abordé ici, merci de compléter l'article en donnant les références utiles à sa vérifiabilité et en les liant à la section « Notes et références ».

Logo

Reflet de Société est un magazine québécois fondé en 2004 par Raymond Viger, directeur général du Journal de la rue et travailleur de rue montréalais au moment de sa fondation. 
Avec un tirage de 35 000 copies, il est vendu sur abonnement et distribué par Postes Canada. Les thèmes abordés par le magazine sont axés principalement sur des enjeux de société tels que l'éducation, la famille, l'immigration et la lutte à la pauvreté. Les choix éditoriaux se sont précisés dès 2005 pour couvrir les dépendances à l'alcool, la toxicomanie et le jeu pathologique, mais aussi l'insertion sociale, l'itinérance, la judiciarisation et les troubles en santé mentale. En mars 2018, le magazine était distribué à près de 35 000 abonnés au Québec.

## Histoire
En 1992, Raymond Viger fonde le Journal de la rue, un recueil de texte d'informations et de sensibilisation en matière de prévention en dépendance à l'alcool et aux drogues. Le but poursuivi par l'équipe du journal est d'informer au sujet des enjeux liés à la consommation et à l'itinérance et de répertorier les ressources d'aide et de soutien aux utilisateurs. En 2000, le Journal de la rue change son format pour celui d'un magazine. Dès lors, il est aussi offert en abonnement en plus de la vente directe. Le nombre de pages passe de 24 à 32 en 2001. C'est en 2004 que le Journal de la rue deviendra Reflet de société et sera distribué sur abonnement seulement.

## Organisation

Logo

Le Journal de la rue est un organisme communautaire montréalais créé en 1992. Basé sur le travail de rue auprès de jeunes marginalisés, le Journal de la Rue a créé différents projets répondant aux besoins des jeunes tels que le Café Graffiti (1997), les Éditions T.N.T. (1992) la publication d'un magazine d'information et de sensibilisation sur les phénomènes sociaux, Reflet de Société (1992) ainsi qu'une salle de spectacle, Bistro le Ste-Cath (2014).
Selon cet organisme sa spécificité résulte de l'appropriation des projets par les jeunes qui fréquentent et utilisent les services de l'organisme. Les jeunes sont maîtres d'œuvre de leurs actions et en sont les principaux acteurs.
De plus, l'organisme a une intervention autant locale, régionale, provinciale qu'internationale. Puisque les jeunes marginalisés dans les centres urbains proviennent majoritairement des régions (60 %), la prévention (agir avant les faits), nécessitent donc une présence et une implication dans les régions. Cela permet de stimuler les jeunes dans leurs régions et de diminuer le décrochage vers les centres urbains.

## Lectorat
En 2008, Reflet de Société commande une enquête d'opinion sur son lectorat. La maison de sondage Crop révèle que le magazine Reflet de Société compte 491 000 lecteurs à travers le Québec. Ceux-ci, âgés de 12 à 92 ans, sont répartis dans toutes les régions du Québec. 